# Terchová
Terchová es un municipio del distrito de Žilina en la región de Žilina, Eslovaquia, con una población estimada a final del año 2024 de 3939 habitantes.
Se encuentra ubicado al oeste de la región, cerca del curso alto del río Váh (cuenca hidrográfica del Danubio) y de la frontera con la región de Trenčín.

## Personas notables
- Róbert Boženík (1999-), futbolista eslovaco.

## Demografía
| Año        | 1994 | 2004    | 2014    | 2024    |
| ---------- | ---- | ------- | ------- | ------- |
| Población  | 4056 | 4073    | 4038    | 3939    |
| Diferencia |      | +0,41 % | −0,85 % | −2,45 % |

| Año        | 2023 | 2024    |
| ---------- | ---- | ------- |
| Población  | 3955 | 3939    |
| Diferencia |      | −0,40 % |